# Martin Rehmann
Martin Rehmann (* 8. April 1983 in Düren-Birkesdorf) ist ein deutscher Koch. Er wuchs in Vettweiß-Jakobwüllesheim auf.
Nach verschiedenen Stationen in Restaurants in Köln, Berlin, Düsseldorf, München und am Tegernsee kam er im Frühjahr 2012 an den Chiemsee.
2011 erhielt die Küche des Restaurants "Villa am See" in Tegernsee unter seiner Leitung einen Stern vom Guide Michelin verliehen.
Seit Juni 2012 betreibt er in Prien am Chiemsee sein eigenes „Restaurant Rehmann“, das im gleichen Jahr ebenfalls mit einem Michelin-Stern ausgezeichnet wurde. Auch in den Folgejahren 2013, 2014, 2015 und 2016 wurde das Restaurant Rehmann in Prien mit einem Michelin-Stern ausgezeichnet.(siehe Guide Michelin der Jahrgänge 2013 bis 2016).
Seit 2018 betreibt Martin Rehmann den Rait'ner Wirt in Raiten in der Gemeinde Schleching.